# Saint-Félix-de-l'Héras
Saint-Félix-de-l'Héras è un comune francese di 35 abitanti situato nel dipartimento dell'Hérault nella regione dell'Occitania.

## Società

### Evoluzione demografica
Abitanti censiti